# Voděrady (okres Ústí nad Orlicí)
Voděrady (německy Wodierad) jsou obec v okrese Ústí nad Orlicí v Pardubickém kraji. Nachází se asi osm kilometrů jihozápadně od Ústí nad Orlicí. K obci patří také část Džbánov a dohromady v nich žije 333 obyvatel.

## Historie
První písemná zmínka o vesnici pochází z roku 1292.

### Exulanti
V pobělohorské době probíhala i zde rekatolizace. Z obce Voděrady (panství litomyšlské) prokazatelně využili pozvánku pruského krále Fridricha Viléma I. k emigraci a uprchli dva poddaní. Za vlády Marie Terezie emigrovali z Voděrad další tajní nekatolíci. Tentokrát do nově nabytého pruského Slezska na pozvání pruského krále Fridricha II. Velikého: 

## Části obce
- Voděrady (k. ú. Voděrady u Českých Heřmanic)
- Džbánov (k. ú. Džbánov u Litomyšle)

## Pamětihodnosti
- Venkovský dům čp. 10

## Galerie

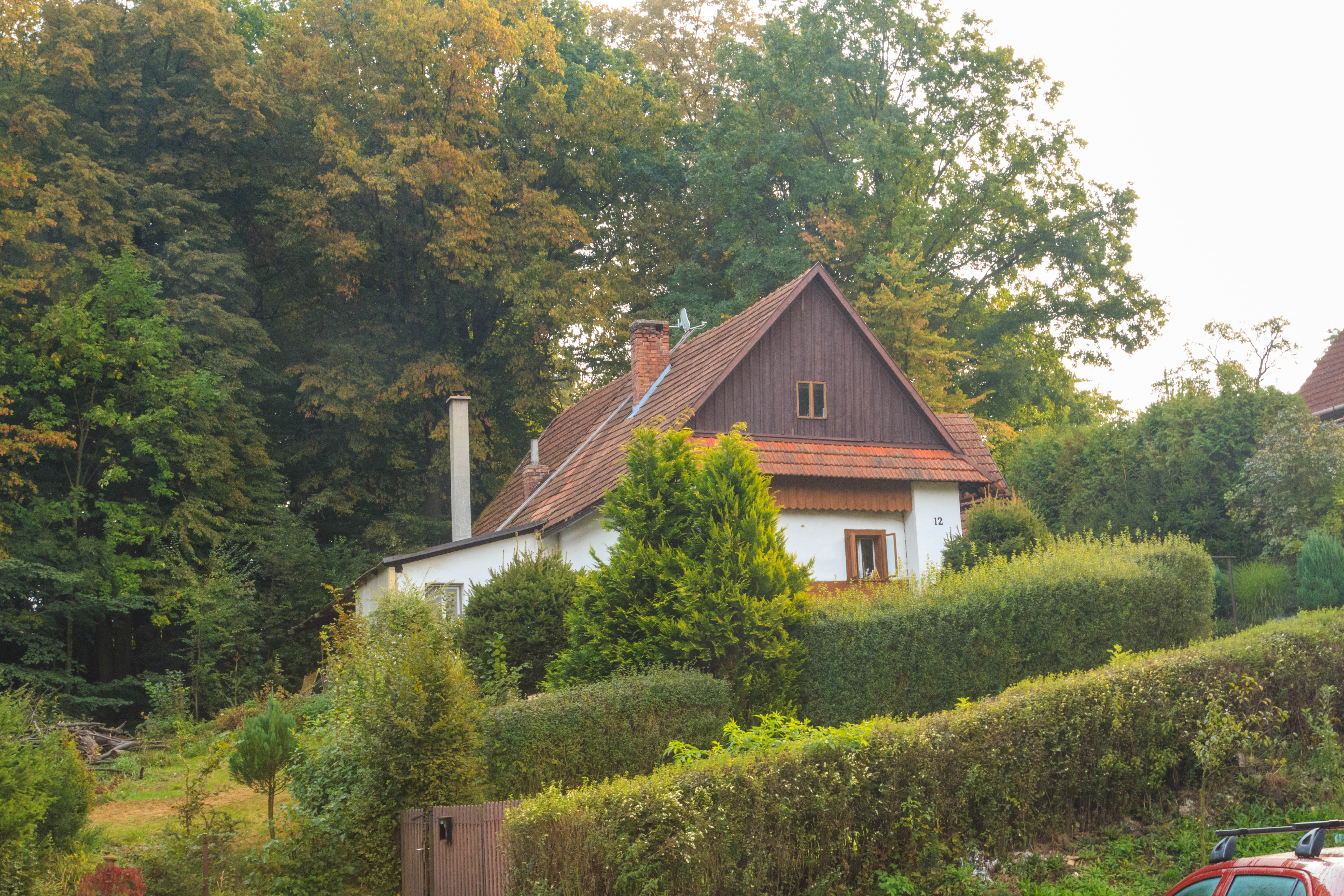
Čp. 12
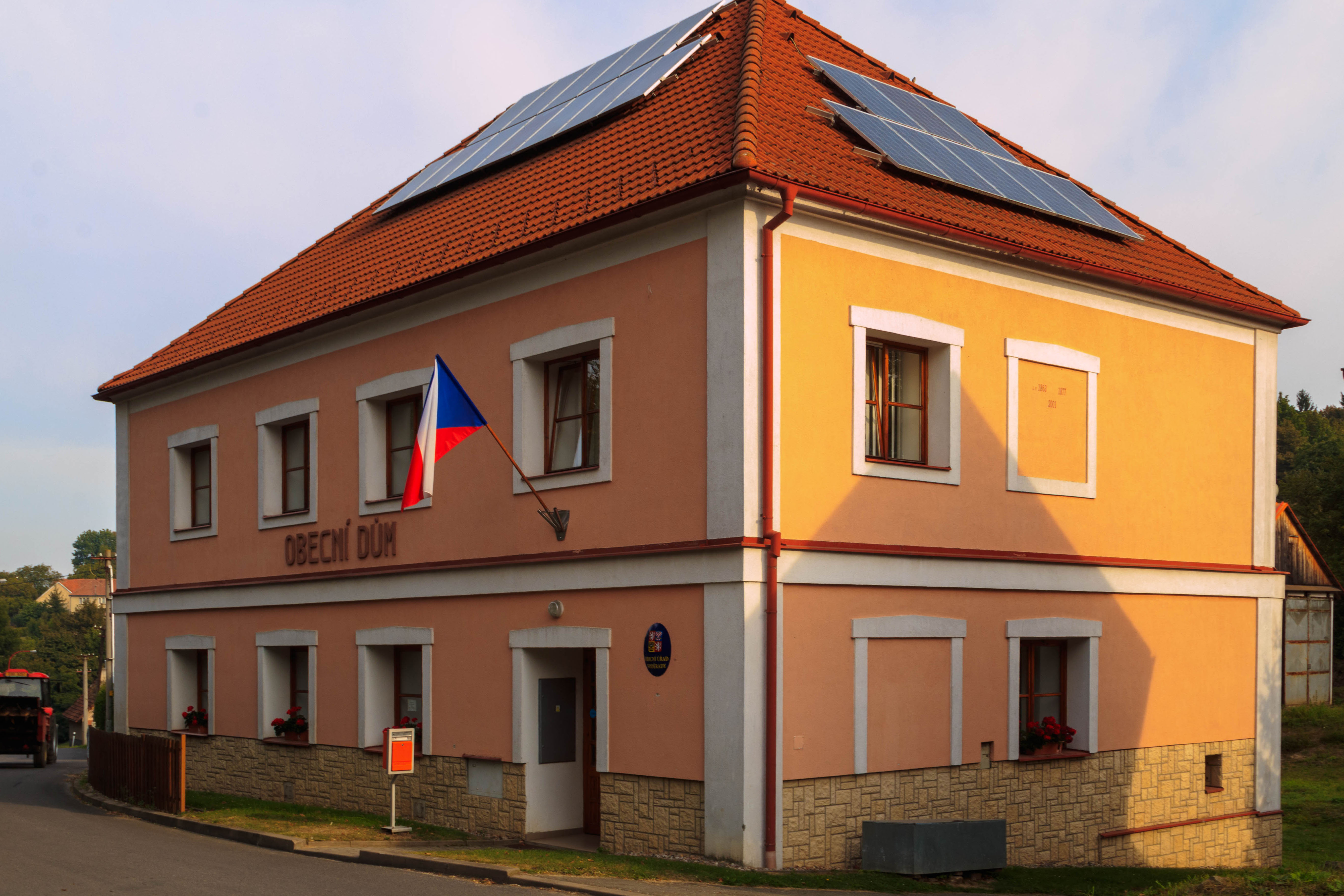
Obecní úřad
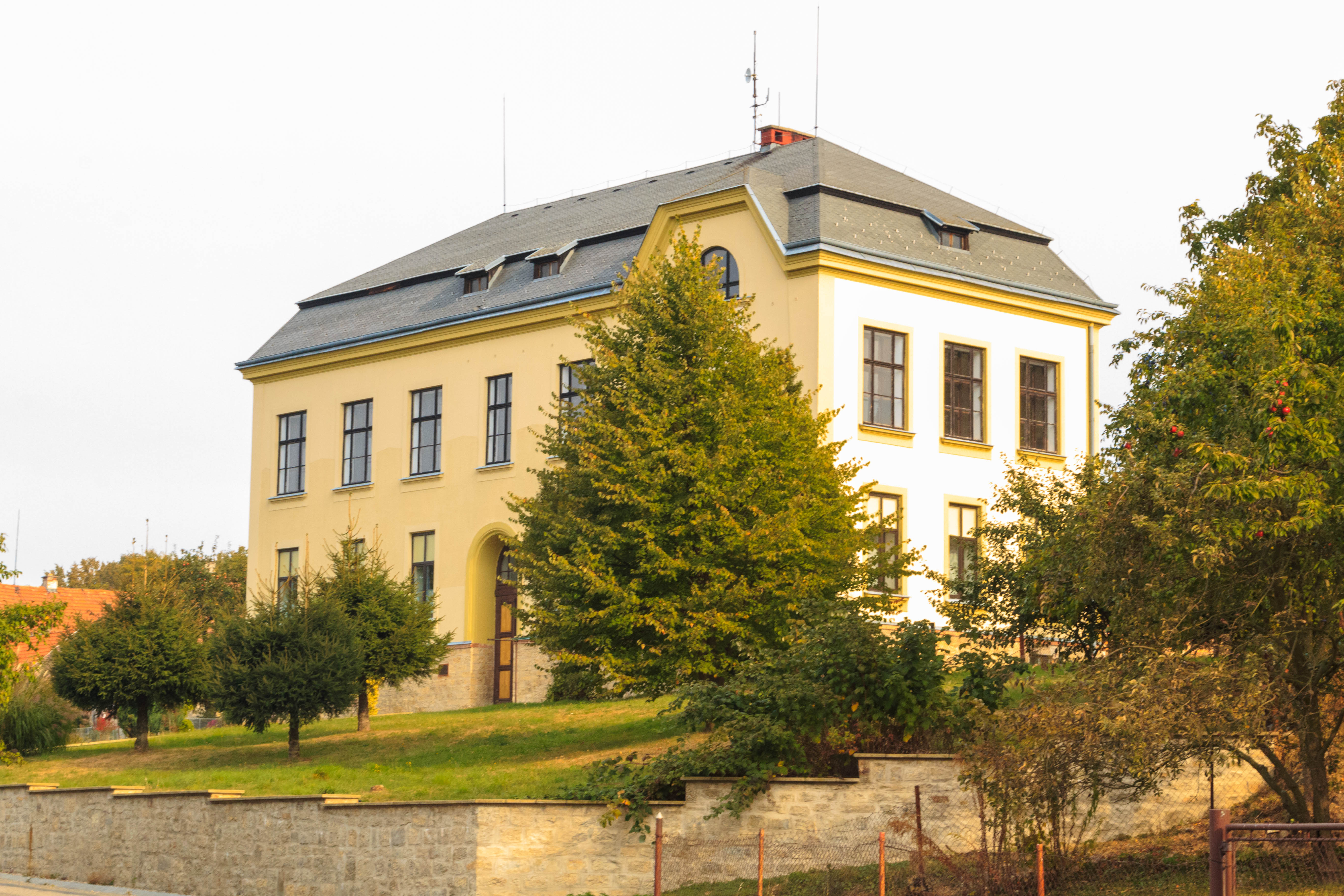
Škola
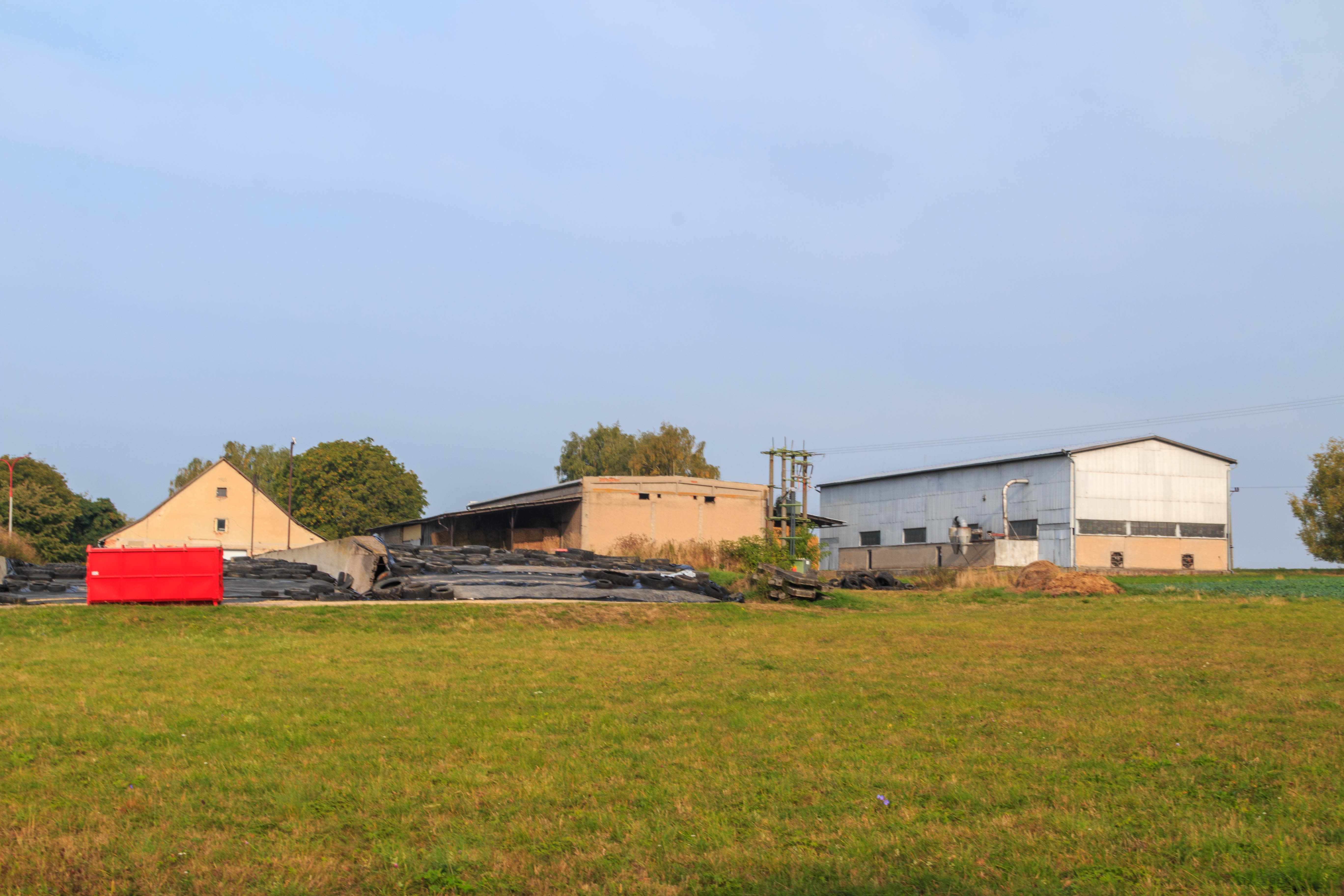
Farma